# Scotts Bluff nationalmonument

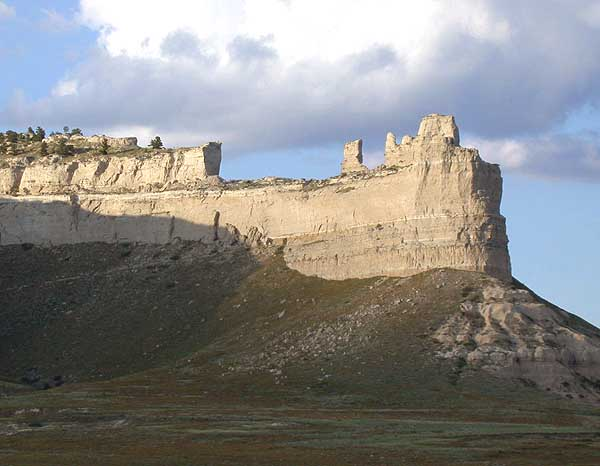
Scotts Bluff nationalmonument

Scotts Bluff nationalmonument ligger i Scotts Bluff County i delstaten Nebraska i USA, nära städerna Scottsbluff och Gering, på södra sidan av North Platte Rivers dalgång. Nationalmonumentet består huvudsakligen av ett nästan 250 m högt berg som sticker rakt upp ur prärien. Det har i århundraden varit ett känt landmärke, och blev en anhalt längs nybyggarlederna Oregon Trail och Mormon Trail västerut i mitten av 1800-talet. 1919 blev det ett nationalmonument.
Bilväg och picknick-platser på bergets topp kom tidigt på plats. Klippan har givit namn åt staden och det administrativa countyt med samma namn.